# آشکارساز نیم‌رسانا
آشکارساز نیم‌رسانا در فیزیک آشکارش (به انگلیسی: detection) تابش یوننده افزاره‌ای است که از یک نیم‌رسانا (معمولاً سیلیکون یا ژرمانیوم) برای اندازه‌گیری اثر ذرات باردار یا فوتون‌های برخوردی استفاده می‌کند.
آشکارسازهای نیم‌رسانا کاربردهای گسترده‌ای در حفاظت در برابر تابش، طیف‌سنجی گاما و پرتو ایکس و استفاده به عنوان آشکارساز ذرات، دارد.

## سازوکار آشکارش
در آشکارسازهای نیم‌رسانا، تابش یون‌ساز توسط تعداد حامل‌های بار آزاد شده توسط تابش در مادهٔ آشکارسازی که مابین دو الکترود قرار داده شده‌است، اندازه‌گیری می‌شود. تابش یون ساز الکترون و حفرهٔ آزاد تولید می‌کند. تعداد جفت‌های الکترون-حفره متناسب با مقدار انرژی انتقالی از تابش به نیم‌رسانا است. در نتیجهٔ انتقال تعدادی از الکترون‌ها از باند ظرفیت به باند هدایت، به همان تعداد، حفره در باند ظرفیت ایجاد می‌شود (ظرفیت و باند انتقال). تحت تأثیر یک میدان الکتریکی، الکترون‌ها و حفره‌ها به سمت الکترودها حرکت کرده، و سبب ایجاد پالسی می‌شود که توسط یک مدار خارجی قابل اندازه‌گیری است و به «عنوان قضیه شاکلی-رامو» توصیف می‌شود. حفره‌ها جای خالی الکترون‌ها بوده و در خلاف جهت الکترون‌ها حرکت می‌کنند. از آنجایی که مقدار انرژی لازم جهت ایجاد یک جفت الکترون-حفره مشخص بوده و به انرژی تابش برخوردی وابسته نیست، می‌توان با اندازه‌گیری تعداد جفت الکترون-حفره‌ها، شدت تابش برخوردی را تعیین کرد.
در آشکارسازهای نیم‌رسانا، انرژی لازم جهت تولید جفت الکترون-حفره در مقایسه با آشکارسازهای گازی بسیار کم است. در نتیجه، در آشکارسازهای نیم‌رسانا تنوع آماری ارتفاع پالس کوچکتر بوده و در نتیجه قدرت تفکیک انرژی بسیار بالاتر است. چون سرعت حرکت الکترون بسیار سریع است، وضوح زمانی نیز خوب بوده، و به زمان خیز وابسته است. در مقایسه با آشکارسازهای یونش گاز، چگالی آشکارسازهای نیم‌رسانا بسیار بالا بوده و ذرات باردار با انرژی بالا می‌توانند انرژی خود را به یک‌نیم‌رسانا با ابعاد نسبتاً کوچک انتقال دهند.

## انواع آشکارسازها

### آشکارسازهای سیلیکونی

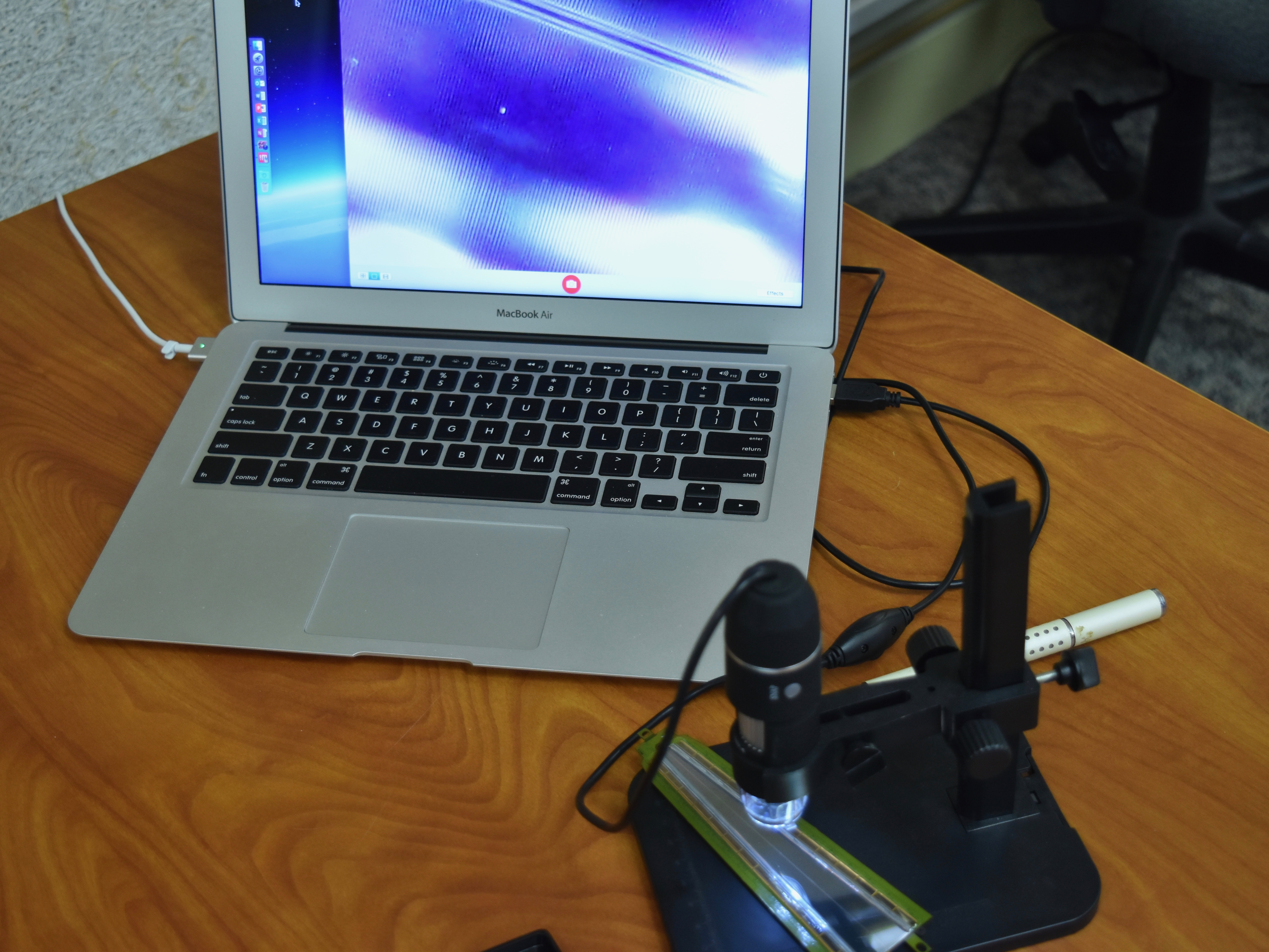
حسگر آشکارساز جلو سیلیکونی (FVTX: Forward Silicon Vertex Detector) آشکارساز PHENIX روی میکروسکوپ که فاصله نوارهای سیلیکونی را در ۷۵ میکرون نشان می‌دهد.

اکثر آشکارسازهای ذرات سیلیکونی، در اصل، با آلایش نوارهای سیلیکونی باریک (معمولاً تا عرض حدود ۱۰۰ میکرومتر) کار می‌کنند تا آنها را به دیود تبدیل کنند، که سپس بایاس معکوس می‌شوند. وقتی ذرات باردار از این نوارها عبور می‌کنند، جریان‌های یونش کوچکی ایجاد می‌شود که قابل تشخیص و اندازه‌گیری هستند. قرار دادن تعداد بالا از این آشکارسازها در اطراف نقطه برخورد، در یک شتاب‌دهنده ذرات می‌تواند تصویر دقیقی از مسیرهایی که ذرات طی می‌کنند به ما نشان دهد. آشکارسازهای سیلیکونی وضوح بسیار بالاتری در ردیابی ذرات باردار نسبت به فناوری‌های قدیمی‌تر مانند محفظه‌های ابری یا محفظه‌های سیم دارند. تنها مورد این است که آشکارسازهای سیلیکونی بسیار گران‌تر از این فناوری‌های قدیمی هستند و برای کاهش جریان‌های نشتی (منبع نویز) به خنک‌کننده پیچیده نیاز دارند. آنها همچنین در طول زمان در اثر تابش دچار تخریب می‌شوند، با این حال به لطف اثر لازاروس می‌توان این میزان را تا حد زیادی کاهش داد.

### آشکارسازهای الماسی
آشکارسازهای الماسی شباهت‌های زیادی با آشکارسازهای سیلیکونی دارند، اما انتظار می‌رود که مزیت‌های قابل‌توجهی، به ویژه سختی در تابش‌های بالا و جریان‌های رانش بسیار کم را ارائه دهند. این نوع از آشکارسازها در حال حاضر بسیار گران‌تر و تولید آنها دشوارتر است.

### آشکارسازهای ژرمانیوم

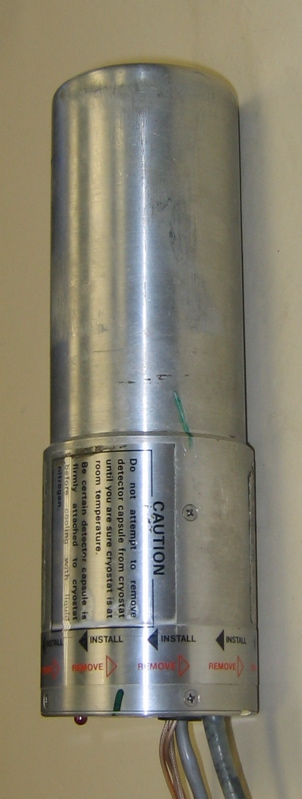
شناساگر ژرمانیوم با خلوص بالا (قطع شده از دیور نیتروژن مایع)

آشکارسازهای ژرمانیوم بیشتر برای طیف‌سنجی گاما در فیزیک هسته ای و همچنین طیف‌سنجی پرتو ایکس استفاده می‌شوند. در حالی که آشکارسازهای سیلیکونی نمی‌توانند ضخیم‌تر از چند میلی‌متر باشند، ژرمانیوم می‌تواند ضخامت حساس و بسیار کم سانتی‌متری داشته باشد و بنابراین می‌تواند به عنوان آشکارساز جذب کل، برای پرتوهای گاما تا چند مگا الکترون ولت استفاده شود. این آشکارسازها را آشکارسازهای ژرمانیوم با خلوص-بالا (HPGe) یا آشکارسازهای ژرمانیوم فراخالص (به انگلیسی: hyperpure) نیز می‌نامند. قبل از اینکه فنونهای تصفیه فعلی مورد استفاده قرار گیرند، کریستال‌های ژرمانیوم را نمی‌توان با خلوص کافی برای استفاده از آنها به عنوان آشکارسازهای طیف‌سنجی تولید کرد. ناخالصی‌های موجودِ در کریستال‌ها، الکترون‌ها و حفره‌ها را به دام می‌اندازند و عملکرد آشکارسازها را خراب می‌کنند. در نتیجه، کریستال‌های ژرمانیوم با یون‌های لیتیوم (Ge(Li)) تلفیق شدند تا یک ناحیه ذاتی تولید کنند که در آن الکترون‌ها و حفره‌ها بتوانند به ارتباط‌ها برسند و سیگنال تولید کنند.
هنگامی که آشکارسازهای ژرمانیوم برای اولین بار ساخته شدند، فقط بلورهای بسیار کوچک در دسترس بودند و در نتیجه راندمان بسیار پایین بود. راندمان آشکارساز ژرمانیوم هنوز اغلب به صورت نسبی به یک آشکارساز کم نور ۳ اینچ در ۳ اینچ NaI(Tl) گفته می‌شود. فنونهای رشد کریستال از آن زمان بهبود یافته‌اند و امکان ساخت آشکارسازهایی هم اندازه، یا بزرگ‌تر از بلورهای معمولی NaI را فراهم می‌کنند، اگرچه این آشکارسازها بیش از ۱۰۰۰۰۰ یورو (۱۱۳۰۰۰ دلار آمریکا) قیمت دارند!
تا تاریخ ۲۰۱۲, آشکارسازهای HPGe معمولاً از انتشار لیتیوم برای ایجاد یک تماس اهمی + n و از کاشت مدل بور برای ایجاد تماس p + استفاده می‌کنند. آشکارسازهای کواکسیال با تماس مرکزی n+ به عنوان آشکارسازهای نوع n شناخته می‌شوند، درحالی که آشکارسازهای نوع p دارای تماس مرکزی p+ هستند. ضخامت این تماس‌ها نشان دهنده یک لایه مرده در اطراف سطح کریستال است که در آن رسوبات انرژی منجر به سیگنال‌های آشکارساز نمی‌شود. تماس مرکزی در این آشکارسازها مخالف تماس سطحی است و باعث می‌شود لایه مرده در آشکارسازهای نوع n کوچکتر از لایه مرده در آشکارسازهای نوع p باشد. ضخامت لایه مرده معمولی چند صد میکرومتر برای یک لایه انتشار Li و چند دهم میکرومتر برای یک لایه کاشت B است.
اشکال عمده آشکارسازهای ژرمانیوم این است که برای تولید داده‌های طیف‌بینی، باید تا دمای نیتروژن مایع خنک‌شوند. در دماهای بالاتر، الکترون‌ها می‌توانند به راحتی از شکاف نواری در کریستال عبور کنند و به نوار رسانایی برسند، جایی که آزادانه به میدان الکتریکی پاسخ دهند و نویز الکتریکی زیادی تولیدکنند که به عنوان طیف‌سنج، مفید باشد. خنک‌شدن تا دمای نیتروژن مایع (77K) تحریکات حرارتی الکترون‌های ظرفیت را کاهش می‌دهد، به طوری که فقط یک واکنش پرتو گاما می‌تواند انرژی لازم برای عبور از شکاف نواری و رسیدن به نوار رسانایی را برای الکترون تأمین کند. خنک‌سازی با نیتروژن مایع خوشایند نیست، زیرا آشکارساز قبل از استفاده به ساعت‌ها زمان نیاز دارد تا به دمای کاری برسد و نمی‌توان اجازه داد در حین استفاده گرم شود. کریستال‌های Ge(Li) هرگز نمی‌توانند گرم شوند، زیرا لیتیوم از کریستال خارج می‌شود و در روند کار آشکارساز اشکال ایجاد می‌کند. آشکارسازهای HPGe می‌توانند در صورت عدم استفاده تا دمای اتاق گرم شوند.
سیستم‌های تجاری در دسترس قرار گرفتند که از فنون‌های خنک‌سازی پیشرفته (مثلاً یخچال پالس تیوب) برای رفع نیاز به خنک‌سازی نیتروژن مایع استفاده می‌کنند.
آشکارسازهای ژرمانیوم با الکترودهای چند نواری، عمود برهم، بر روی وجوه متضاد، می‌توانند محل دوبعدی مسیر یونش را در یک بلور بزرگ از Ge نشان دهند. آشکارسازهایی مانند این در مأموریت‌های نجومی COSI بالنی استفاده شده‌اند (NASA، ۲۰۱۶) و در رصدخانه مداری (NASA، ۲۰۲۵) طیف‌سنج و تصویرگر کامپتون (COSI) استفاده خواهند شد.

### آشکارسازهای تلورید کادمیوم و تلورید روی کادمیوم
آشکارسازهای تلورید کادمیوم (CdTe) و تلورید کادمیوم روی (CZT) برای استفاده در طیف‌سنجی پرتو ایکس و طیف‌سنجی گاما استفاده می‌شوند. چگالی بالای این مواد به این معنی است که آنها می‌توانند به‌طور مؤثر انرژی پرتوهای ایکس و گاما را با انرژی بیش از ۲۰ الکترون‌ولت که حسگرهای مبتنی بر سیلیکون سنتی قادر به آشکارسازی آن نیستند، کاهش دهند. همچنین، شکاف باند وسیع این مواد به این معنی است که آنها مقاومت ویژه بالایی دارند و برخلاف حسگرهای مبتنی بر ژرمانیوم می‌توانند در دمای اتاق یا نزدیک به آن (~295K) کار کنند. از این مواد آشکارساز می‌توان برای تولید حسگرهایی با ساختارهای الکترودی مختلف برای تصویربرداری و طیف‌سنجی با وضوح بالا استفاده کرد. با این حال، آشکارسازهای CZT به‌طور کلی قادر به رقابت و سنجش با وضوح آشکارسازهای ژرمانیوم نیستند، با برخی از این تفاوت‌ها که به انتقال ضعیف حامل بار مثبت به الکترود نسبت داده می‌شود. تلاش‌ها برای کاهش این اثر، شامل توسعه الکترودهای جدید برای رفع نیاز به جمع‌آوری هر دو قطب حامل‌ها بوده‌است.

## آشکارش خودکار

### آشکارسازهای ژرمانیوم

HPGe خودکار با نمونه‌بردار خودکار کم‌هزینه و با منبع‌های متفاوت.

تشخیص خودکار برای طیف‌سنجی گاما در نمونه‌های طبیعی به‌طور سنتی و قدیمی‌تر، گران هستند؛ زیرا آنالیزورها باید در برابر پرتوهای پس‌زمینه محافظت شوند. با این حال، اخیراً یک نمونه‌برداری خودکار ارزان قیمت برای چنین تحلیل‌هایی معرفی شده و در حال پیشرفت هستند که می‌توان آن را با ابزارهای مختلف از سازندگان مختلف با استفاده از زبان برنامه‌نویسی AutoIt برای سیستم عامل ویندوز مایکروسافت استفاده کرد.

## یادداشت
1. ↑  فرایند آشکارسازی